# LOST: Missing Pieces
『LOST: Missing Pieces』（Lost: Missing Pieces）は、テレビドラマシリーズ『LOST』のスプンオフであり、各1-4分の計13話が第3シーズンから第4シーズンの間に放送された。2011年11月から2008年1月にかけてベライゾン・ワイヤレスのユーザー向けに配信され、1週間後にABCのウェブサイトに無料ストリーミング用にアップロードされた。この「モビソード」または「ウェビソード」は本編同様、ハワイ州ホノルルで撮影され、同じスタッフとキャストが参加した正伝である。『Missing Pieces』は2008年に発売された第4シーズンのDVDに特典として収録された。
プロジェクトは2005年11月に『Lost Video Diaries』の題で告知されたが、製作は契約上の制限により何度も延期された。当初脚本家とプロデューサーたちはもともと『LOST』の世界に存在しておりながら画面に映らなかった2人のキャラクターに焦点を当てる自己完結型の物語としてモビソードを提案し、これらのキャラクターは映画俳優組合に所属してない俳優が演じると予定であった。エンターテインメント界の組合はプロジェクトの支援を拒否し、交渉の決裂などにより製作は長らく延期された。2007年6月、モビソードのタイトルは 『Lost: Missing Pieces』に変更され、本編のレギュラーが登場する1話完結の計13話構成になることが発表された。全13話のうち12話が新規に撮影され、残り1話はテレビシリーズで削除された場面の流用であった。

## 製作

### 構想
『LOST』の第2シーズン序盤が放送されていた2005年11月、各話数分、計22話のモビソードを同年12月に製作し、2006年1月に公開する構想が『ハリウッド・リポーター』により報じられた。さらにZap2itは第2シーズンのDVDセットに収録され、そのうち6話がDVD限定となることを報じた。テレビシリーズとは異なり、ABCスタジオ（当時は「タッチストーン・テレビジョン」）は製作せず、また全米俳優組合に所属していない俳優が出演する予定であったが、一方でデイモン・リンデロフとカールトン・キューズの指揮下で製作されるのはテレビと同様である。『LOST』の30人以上の背景キャラクターについてのファンからの問い合わせに答えて、『Lost Video Diaries』ではこれまで紹介されなかったオーシャニック航空815便生存者のうち2人に焦点を当てる自己完結型の物語として企画された。『ロサンゼルス・タイムズ』は2006年1月（当初シリーズが開始される予定だった月）にモビソードはベライゾン・ワイヤレスからV CASTで初放送され、各話2分となることを報じた。ベライゾンはモビソードのためにABCに最終的に40万ドルを支払う。

### 延期
製作は俳優、監督、脚本家の組合がスピンオフに協力することを拒否したために遅れた。4月に交渉が行われ、組合員は再放送料を受け取ることで合意した。『LOST』のレギュラーキャストの一部は契約を結び、リンデロフとキューズは『Video Diaries』のストーリーをレギュラーキャラクターを含むものに変更した。モビソードでエグゼクティブ・プロデューサーを務めるタッチストーンの執行副社長のバリー・ジョッセンは「彼らは我々が数百万ドルの利益を得て、自分たちは得ないのだという印象を持っているようだ」と説明した。『バラエティ』は第3シーズンと同時期に製作、放映されると報じた。2006年7月、コミコン・インターナショナルでリンデロフとキューズは計13話のモビソードを製作することを発表した。第3シーズンの冬の休止期間中に放映され、同シーズンのDVDセットには収録されない予定であった。またコミコンでは『Video Diaries』のスニーク・ピークも上映された。ヒューゴ・"ハーリー"・レイエス（演: ホルヘ・ガルシア）がダーマ・イニシアティブのオリエンテーション映画で使われたビデオカメラを発見したという前提で、彼がケイト・オースティン（演: エヴァンジェリン・リリー）とジェームズ・"ソーヤー"・フォード（演: ジョシュ・ホロウェイ）を撮影するという内容である。しかしながら休止期間中、モビソードは発表されず、代わりに『Lost Moments』と呼ばれるくクリップがテレビ及びABC.comで公開された。2007年1月、『Wizard』はABCがまだ俳優との契約交渉をしていることを報じ、したがってコミコンのティーザーは別として、モビソードは製作されていないことが判明した。2月、『LOST』の脚本コーディネーターはファンからの疑問に答え、モビソードの製作が一部の契約の不合意から無期限に保留されていることを明かした。

### 変更

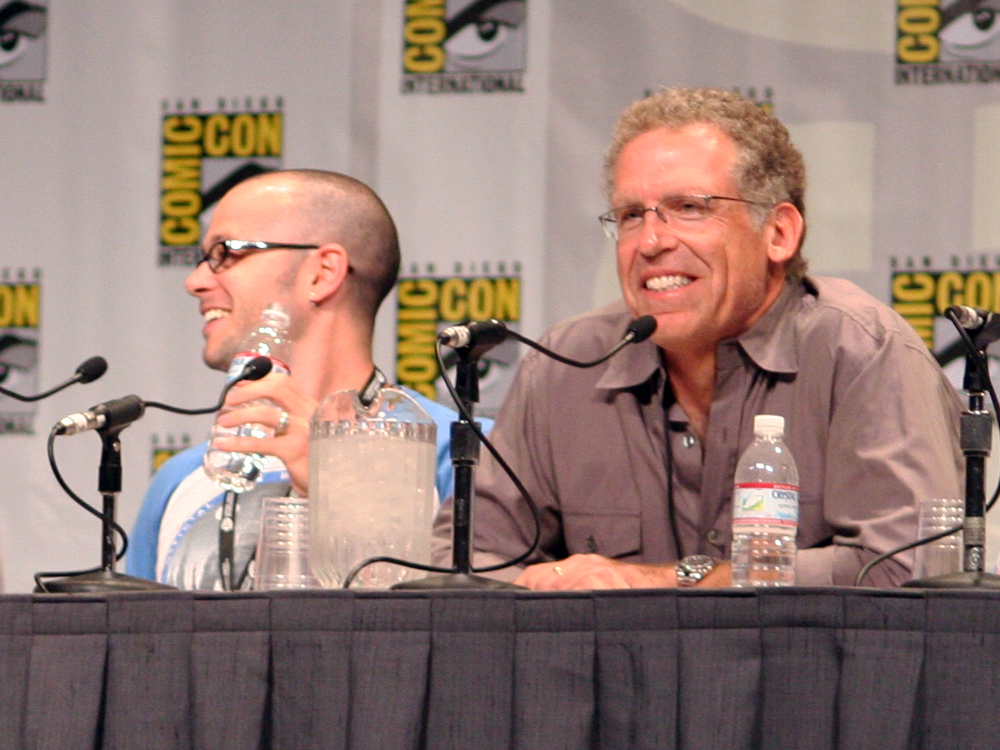
ショーランナーのリンデロフとキューズは2006年のコミコンでモビソードの映像を初上映したが、最終的にそれは御蔵入りとなり、一般公開されなかった。

2007年6月、リンデロフとキューズは『ハリウッド・リポーター』のインタビューを受け、モビソードの最終計画を明かした。モビソードは第3シーズンから第4シーズンのあいだの休止期間中に放送され、視聴者がおそらく本編内でわからない興味深い情報が含まれ、1話平均で1分半の長さになると報じられた。第3シーズンで脚本家たちは、それまでに画面に映らなかった生存者のニッキーとパウロ（演: キーリー・サンチェスとロドリゴ・サントロ）を加えたが、2人は突然登場する形になったために不評であり、7話出演させた後に脚本家は彼らを死なせた。リンデロフとキューズはこの失敗から学び、モビソードを『LOST』のレギュラーキャストに焦点を当てた内容に決定した。脚本家には1話あたり800ドル、俳優には425ドルが支払われた。俳優たちは別のメディアでモビソードが使われた際に追加で出演料が支払われる契約を結んだ。

### 公開
脚本執筆に関して共同エグゼクティブ・プロデューサーのエドワード・キッツィスは、テレビシリーズでやってみたかったが撮影されなかった場面があると述べた。「埋められた秘密」は第1シーズンでマイケル（演: ハロルド・ペリノー）とジン（演: ダニエル・デイ・キム）が不仲であった頃にジンの妻のサン（演: キム・ユンジン）とマイケルがキス寸前になるという内容である。元々この三角関係は第1シーズンで検討されていたが、サンとジンの夫婦がファンから好意的に受け入れられ、またマイケルとジンを演じる俳優の相性が良かったためにこの案は放棄された。11月にロイターは同月内にモビソードが開始されると報じた。これは『Missing Pieces』の第1話「時計」がベライゾンの利用者に唐突に公開されたことで事実であると判明した。新しいモビソードは毎週月曜日に視聴可能となり、その1週間後にはABCのウェブサイトでウェビソードとして公開された。モビソードの公開と同時期に全米脚本家組合ストライキが起こり、脚本家たちは『Missing Pieces』にも同様の契約を望んだ。撮影は11月末に完了した。モビソードは2008年下半期に発売されたDVD及びBlu-rayセット『Lost: The Complete Fourth Season - The Expanded Experience』に特典として収録された。

### スタッフ
元々計画されていなかったが、『Missing Pieces』はABCスタジオが製作した。全てのモビソードはエグゼクティブ・プロデューサーのジャック・ベンダーが監督した。脚本はエグゼクティブ・プロデューサーのリンデロフとキューズ、スーパーバイジング・プロデューサーのエリザベス・サーノフ、共同プロデューサーのブライアン・K・ヴォーン、エグゼクティブ・ストーリー・エディターのクリスティーナ・M・キム、共同エグゼクティブ・プロデューサーのドリュー・ゴダード、エドワード・キッツィス、アダム・ホロウィッツが執筆した。他にエグゼクティブ・プロデューサーのブライアン・バークがポストプロダクション、共同エグゼクティブ・プロデューサーのジェーン・ヒギンズが撮影に参加した。第12話「封筒」は第3シーズンの初回で削除された場面の流用で、『Missing Pieces』では唯一新たな脚本も書かれず撮影も行われなかったモビソードであり。追加クレジットでジェフ・ピンクナーがエグゼクティブ・プロデューサー、J・J・エイブラムスが脚本となっている。

## プロット

### キャストとキャラクター
『Missing Pieces』ではテレビシリーズのキャストが多く出演した。第2シーズンの最終回以降出演していなかったハロルド・ペリノーはマイケル役を務めた。マシュー・フォックスは漂流者のリーダーのジャック・シェパード、エリザベス・ミッチェルはその恋人のジュリエット・バークを演じた。ガルシアは生存者の1人のハーリーを演じた。ダニエル・デイ・キムとキム・ユンジンはジンとサン夫婦を演じた。マイケル・エマーソンは「他のものたち」と呼ばれる島の住民グループのリーダーのベン・ライナスを演じた。ゲスト俳優であったジョン・テリー、ダニエル・ローバック、ウィリアム・メイポーザー、ジュリー・アダムスはそれぞれクリスチャン・シェパード、レスリー・アルツト、イーサン・ロム、アメリアを再演した。クレア・リトルトン役のエミリー・デ・レイヴィンはテレビシリーズのアーカイヴ映像を流用しての出演となった。墜落から生き残った犬のヴィンセントじゃ俳優犬のポノが演じた。生存者のフローグルト役を務めたゲスト俳優のショーン・ウェーレンは初めての出演であった。第2シーズンの放送中、2006年4月3日付けの公式ポッドキャストで脚本家及びプロデューサーは同シーズンの後半でフローグルトが登場すると述べたが、結局1度言及されるのみに終わった。フローグルトは第3シーズンでも登場せず、ポッドキャストでギャグにされ、リンデロフとキューズは彼が登場すると繰り返し主張した。フローグルトは第5シーズンでわずかに登場するが、その直後に火矢で撃たれる。

### モビソード
「製作番号」はDVD及びBlu-rayに記された番号であり、放送順とは異なる。「公開日」はV CASTで公開された日付である。「封筒」以外の全てのモビソードは新しく脚本が書かれ、撮影された。「封筒」は他のモビソードの約1年前の2006年8月9日から11日に撮影された第3シーズンの第1話「囚われた者たち」で削除された場面の流用である。
| 通算 話数 | タイトル | 監督                                                            | 脚本               | Featured character(s)                                                      | 放送日                                    | 製作 番号      |
| --- | -------- | --------------------------------------------------------------- | ------------------ | -------------------------------------------------------------------------- | ----------------------------------------- | -------------- |
| 1 | 107      | "時計" "The Watch"                                              | ジャック・ベンダー | カールトン・キューズ                                                       | ジャック & クリスチャン                   | 2007年11月7日  |
| 墜落の1年前のジャックとサラの結婚式の前日、父のクリスチャンは自分が良い父親でなかったと語る。クリスチャンは、ジャックに彼から受け継いだ時計を渡す。                                                                            |          |                                                                 |                    |                                                                            |                                           |                |
| 2 | 103      | "ハーリーとヨーグルト君" "The Adventures of Hurley and Frogurt" | ジャック・ベンダー | エドワード・キッツィス & アダム・ホロウィッツ                              | ハーリー & フローグルト                   | 2007年11月13日 |
| 墜落から64日目、ハーリーがリビーとのピクニックにワインを持ち出していると、墜落の生存者でフローグルトの渾名で知られるニールと会う。フローグルトはリビーに片思いをしており、ハーリーが口説けなかったら次は自分の番であると言う。 |          |                                                                 |                    |                                                                            |                                           |                |
| 3 | 101      | "城の中の王" "King of the Castle"                               | ジャック・ベンダー | ブライアン・K・ヴォーン                                                    | ジャック & ベン                           | 2007年11月20日 |
| 墜落から75日目から79日目の間、他のものたちとバラックに住んでいたジャックはベンとチェスをしていた。ベンはジャックに島が望まなければ脱出できず、またそうしても後で戻りたくなる可能性があると言う。                               |          |                                                                 |                    |                                                                            |                                           |                |
| 4 | 110      | "取引" "The Deal"                                               | ジャック・ベンダー | エリザベス・サーノフ                                                       | マイケル & ジュリエット                   | 2007年11月26日 |
| 墜落から63日目、ジュリエットは他のものたちに捕らえられたマイケルを訪ね、島にウォルトが必要であることについて論じる。 |          |                                                                 |                    |                                                                            |                                           |                |
| 5 | 106      | "作戦:スパイ" "Operation: Sleeper"                              | ジャック・ベンダー | ブライアン・K・ヴォーン                                                    | ジャック & ジュリエット                   | 2007年12月3日  |
| 墜落から86日目の夜、ジュリエットは寝ていたジャックを起こし、自分がまだベンの指示で動いていることを告白する。 |          |                                                                 |                    |                                                                            |                                           |                |
| 6 | 104      | "23号室" "Room 23"                                              | ジャック・ベンダー | エリザベス・サーノフ                                                       | ベン & ジュリエット                       | 2007年12月11日 |
| 墜落から49日目から45日の間、ウォルト・ロイドはルーム23に囚われている。ジュリエットはルーム23の外で死んでいる多数の鳥をベンに見せる。                                                                                           |          |                                                                 |                    |                                                                            |                                           |                |
| 7 | 112      | "アルツト先生" "Arzt & Crafts"                                  | ジャック・ベンダー | デイモン・リンデロフ                                                       | ハーリー、ジン、サン、マイケル & アルツト | 2007年12月17日 |
| 墜落から7日目、アルツトは洞窟に移動しようとするジャックの提案に反対し、他の生存者たちを説得しようとするが、ジャングルからのモンスターの声を聞いて考えを改める。                                                                |          |                                                                 |                    |                                                                            |                                           |                |
| 8 | 105      | "埋められた秘密" "Buried Secrets"                               | ジャック・ベンダー | クリスティーナ・M・キム                                                    | ジン、サン & マイケル                     | 2007年12月24日 |
| 墜落から6日目から44日目の間、サンは偽造した運転免許証を埋めようとするが、マイケルに見つかり、キス寸前になる。 |          |                                                                 |                    |                                                                            |                                           |                |
| 9 | 111      | "熱帯低気圧" "Tropical Depression"                              | ジャック・ベンダー | カールトン・キューズ                                                       | マイケル & アルツト                       | 2007年12月31日 |
| 墜落から43日目、アルツトはモンスーンの季節についての話が嘘であったことをマイケルに話す。また彼は、インターネットで知り合った女性に会うためにオーストラリアに行ったが、拒否されたことを話す。                                   |          |                                                                 |                    |                                                                            |                                           |                |
| 10 | 102      | "ジャックとイーサン" "Jack, Meet Ethan. Ethan? Jack."           | ジャック・ベンダー | デイモン・リンデロフ                                                       | ジャック & イーサン                       | 2008年1月7日   |
| 墜落から4日目頃、イーサンはジャックに近づき、医療品のスーツケースを与え、2人はクレアが島で出産する可能性を議論する。イーサンはまた、自分の妻と赤ん坊が出産時に死亡したとジャックに伝える。                                     |          |                                                                 |                    |                                                                            |                                           |                |
| 11 | 108      | "ゴルフコースで" "Jin Has a Temper-Tantrum on the Golf Course"  | ジャック・ベンダー | ドリュー・ゴダード                                                         | ハーリー、ジン & マイケル                 | 2008年1月14日  |
| 墜落から41日目、マイケルとハーリーとゴルフをしているジンは不満を叫びだす。 |          |                                                                 |                    |                                                                            |                                           |                |
| 12 | 109      | "封筒" "The Envelope"                                           | ジャック・ベンダー | 脚本: J・J・エイブラムス & デイモン・リンデロフ 原案: デイモン・リンデロフ | ジュリエット & アメリア                   | 2008年1月21日  |
| 墜落の日、ジュリエットはベンのX線写真を他のものたちの読書クラブのメンバーであるアメリアに見せようとする。 |          |                                                                 |                    |                                                                            |                                           |                |
| 13 | 113      | "始まり" "So It Begins"                                         | ジャック・ベンダー | ドリュー・ゴダード                                                         | ジャック、クリスチャン & ヴィンセント     | 2008年1月28日  |
| 墜落直後、クリスチャンは犬のヴィンセントにジャックを探し出して起こすよう命じる。これは第1話のオープニングの場面につながる。 |          |                                                                 |                    |                                                                            |                                           |                |

## 評価
最終回「始まり」はエミー賞の「Special Class: Short-Format Live-Action Entertainment Programs」の選考対象となった。2007年7月17日にエグゼクティブ・プロデューサーのデイモン・リンデロフ、カールトン・キューズ、バリー・ジョッセンがノミネートされたが、9月13日に授賞式で『Battlestar Galactica: Razor Flashbacks』に敗れた。